# 湯姆·卡波
湯瑪斯·理查德·「湯姆」·卡波（Thomas Richard "Tom" Carper，1947年1月23日—），美國經濟學家、政治人物，曾任德拉瓦州資深聯邦參議員，民主黨籍。曾參與越南戰爭，擔任過五任聯邦眾議員、兩任德拉瓦州州長。

## 延伸閱讀
- Background and collected news at The Washington Post
- 美國國會國家人物傳記大辭典中的傳記
- 由華盛頓郵報維護的投票記錄
- 智慧投票计划中的傳記、投票紀錄及利益集團評級
- Congressional profile at GovTrack
- Congressional profile at OpenCongress
- Issue positions and quotes at On the Issues
- Financial information at OpenSecrets.org
- Staff salaries, trips and personal finance at LegiStorm.com
- 聯邦選舉委員會中的競選財務報告和數據
- Appearances on C-SPAN programs
- 網路電影資料庫上的亮相頁面
- Collected news and commentary at The New York Times
- Works by or about 湯姆·卡波 in libraries (WorldCat catalog)
- Profile at Ballotpedia

## 外部連結
- 湯姆·卡波 （页面存档备份，存于）參議院官方網站
- 湯姆·卡波參議員競選網站 （页面存档备份，存于）
- 中的“湯姆·卡波”

| 官衔                         | 官衔                                                                            | 官衔                          |
| ---------------------------- | ------------------------------------------------------------------------------- | ----------------------------- |
| 前任者： 戴爾·沃爾夫         | 德拉瓦州州長 1993年－2001年                                                     | 繼任者： 露丝·安·明纳         |
| 前任者： 喬治·沃伊諾維奇     | 美國州長協會主席 1998年－1999年                                                 | 繼任者： 邁克·萊維特          |
| 美国众议院                   |                                                                                 |                               |
| 前任者： 托馬斯·埃文斯       | 德拉瓦州單一國會選區 眾議院議員 1983年－1993年                                  | 繼任者： 邁克爾·凱瑟爾        |
| 政党职务                     |                                                                                 |                               |
| 前任者： 雅各布·奎蘇         | 德拉瓦州州長民主黨被提名人 1992年、1996年                                       | 繼任者： 露丝·安·明纳         |
| 前任者： 查爾斯·M·奧伯利三世 | 美國參議員德拉瓦州民主黨被提名人 （第1類） 2000年、2006年、2012年、2018年       | 繼任者： 莉萨·布伦特·罗切斯特 |
| 美国参议院                   |                                                                                 |                               |
| 前任者： 小威廉·V·羅斯       | 德拉瓦州第1類參議員 2001年－2025年 與乔·拜登、泰德·考夫曼、 克里斯·康斯同時在任 | 繼任者： 莉萨·布伦特·罗切斯特 |
| 前任者： 喬·李伯曼           | 参议院国土安全和政府事务委员会主席 2013–2015                                    | 繼任者： 羅恩·詹森            |
| 前任者： 蘇珊·柯琳絲         | 参议院国土安全和政府事务委员会高阶委员 2015–2017                                | 繼任者： 克蕾兒·麥卡斯基      |
| 前任者： 芭芭拉·柏克瑟       | 参议院环境和公共工程委员会高阶委员 2017–2021                                    | 繼任者： 約翰·巴拉索          |
| 前任者： 約翰·巴拉索         | 参议院环境和公共工程委员会主席 2021—2025                                        | 繼任者： 雪萊·摩爾·卡皮托     |